# ゴールデン・ハーフ
ゴールデン・ハーフ（Golden Half）は、1970年代前半に活動したメンバーの全員がハーフ（という設定）の女性アイドルグループ。渡辺プロダクション所属。『週刊セブンティーン』1972年3月14日号の「アイドル名鑑」には所属事務所は、上条英男の「サンズ・カンパニー」と書かれている。
日本テレビ系のバラエティ番組「ドリフターズ大作戦」のマスコットガールとして、1969年にエバ、マリア、ユミ、マーガレット、タミ、ミキの計6人で結成。1970年8月、スリー・キャッツの「黄色いさくらんぼ」をカバーしてデビュー。デビュー時のメンバーはエバ、マリア、ルナ、ユミ、エリーの5人だったが、すぐエリーが抜けて4人組に。4人時代が人気絶頂期だった。最終的には1973年の「ロコモーション」でメンバーのリーダーだった小林ユミが抜けて3人となり、翌1974年に「メロンの気持」を最後に解散。
本項では後に結成されたゴールデン・ハーフ・スペシャルについても記述する。

## メンバー
- エバ（エバ・マリア・バスケス、1953年12月10日[1] - ）

長野県長野市出身。スペイン人（父）と日本人（母）のハーフ。セントテレサスカレッジを8年で中退。身長160cm（1972年3月）。
グループ解散後は「ほほにかかる涙」（1975年・東芝レコード） でソロ・デビュー。その後はタレントとして『霊感ヤマカン第六感』『笑って!笑って!!60分』『お笑いマンガ道場』などのテレビ番組にレギュラー出演。バラドルの草分け。
1978年当時、ダイアナ・ロスのファンとしていたことがある。
- マリア（マリア・エリザベス、1955年4月30日[1] - ）

札幌生まれ、アメリカ育ち。アメリカ人（父）と日本人（母）のハーフ。父は当時FBI職員だった。身長164cm（1972年3月）。
解散後は、森マリアの芸名で女優として活動し、1990年代中頃に芸能界を引退。
- ルナ（高村ルナ、1952年9月18日[1] - 2004年3月6日）

神戸市生まれ。ドイツ人（父）と日本人（母）のハーフ。身長161cm（1972年3月）。ゴールデン・ハーフ解散後、本名の高村ルナで女優として活動。1974年、映画『エスパイ』に出演。日活ロマンポルノ『修道女ルナの告白』(1976年)、『ルナの告白　私に群がった男たち』(1976年)に主演。ソロとして高村ルナ名義で「天使の朝」(1975年・クラウンレコード) もリリース。
2004年3月6日、癌のため、ホノルル市内の病院で死去。

## 脱退メンバー
- ユミ（小林ユミ、1950年8月18日[1] - ）

イタリア人（父）と日本人（母）のハーフと称していたが、後に自身が「両親とも日本人」と公表。身長164cm（1972年3月）。
ゴールデン・ハーフのリーダーだったが、1973年春にグループを脱退。（「24,000回のキッス」まで活動。次作「ロコモーション」のジャケットには写真が掲載されている。）
- エリー（石山エリー、1951年10月6日 - ）

タイ人（父）と日本人（母）のハーフ。「黄色いサクランボ」をリリース後まもなく脱退。（次作「ケ・セラ・セラ」のジャケットには写真が掲載されている。）

## 主な出演作品

### 映画
- 野良猫ロック セックス・ハンター（1970年）
- ずべ公番長 夢は夜ひらく（1970年）
- 喜劇 昨日の敵は今日も敵（1971年）
- エスパイ（1974年）

### テレビ
- 8時だョ!全員集合（TBS）
- 真理ちゃんとデイト（TBS）第12回
- ブンブンバンバン（名古屋テレビ）
- ハッチャキ!!マチャアキ（NTV）
- マチャアキのシャカリキ大放送!!（NTV）
- カックラキン大放送（NTV）
- ヒットで勝負!!（NET）
- やっちゃおう!チータ（NET）

### CM
- ミリンダメロン（ペプシコーラ）
- ダイハツ・デルタ750（セブンハーフ）

## ディスコグラフィ

### シングル
| 発売日         | 面           | タイトル                             | 規格品番     |
| 東芝レコード   | 東芝レコード | 東芝レコード                         | 東芝レコード |
| -------------- | ------------ | ------------------------------------ | ------------ |
| 1970年8月5日   | A            | 黄色いサクランボ                     | TP-2318      |
| 1970年8月5日   | B            | 恋人がほしいの                       | TP-2318      |
| 1970年12月21日 | A            | ゴールデン・ハーフのケ・セラ・セラ   | TP-2361      |
| 1970年12月21日 | B            | おんなの弱点教えます                 | TP-2361      |
| 1971年5月5日   | A            | ゴールデン・ハーフのバナナボート     | TP-2447      |
| 1971年5月5日   | B            | レモンのキッス                       | TP-2447      |
| 1971年9月25日  | A            | ゴールデン・ハーフのマンボ・バカン   | TP-2537      |
| 1971年9月25日  | B            | 可愛いベイビー                       | TP-2537      |
| 1971年12月1日  | A            | チョット・マッテ・クダサイ           | TP-2577      |
| 1971年12月1日  | B            | ボタンとリボン                       | TP-2577      |
| 1972年5月25日  | A            | ゴールデン・ハーフの太陽の彼方       | TP-2676      |
| 1972年5月25日  | B            | カム・カム・ハワイ                   | TP-2676      |
| 1972年12月5日  | A            | ゴールデン・ハーフの24,000回のキッス | TP-2747      |
| 1972年12月5日  | B            | カレンダーガール                     | TP-2747      |
| 1973年2月20日  | A            | ゴールデン・ハーフのロコモーション   | TP-2808      |
| 1973年2月20日  | B            | ゴールデン・ハーフの電話でキッス     | TP-2808      |
| 1973年8月5日   | A            | ゴールデン・ハーフのアダムとイヴ     | TP-2889      |
| 1973年8月5日   | B            | エヴリナイト                         | TP-2889      |
| 1974年1月20日  | A            | ゴールデン・ハーフのメロンの気持     | TP-2976      |
| 1974年1月20日  | B            | 私のベビー                           | TP-2976      |

### アルバム
| 発売日        | アルバム                                 | 規格 | 規格品番   |
| ------------- | ---------------------------------------- | ---- | ---------- |
| 1971年        | ゴールデンハーフでーす                   | LP   | TP-8077    |
| 2005年4月20日 | ゴールデンハーフでーす                   | CD   | TOCT-16026 |
| 1972年        | ゴールデン・ハーフ2                      | LP   | TP-8183    |
| 1973年        | アダムとイヴ                             | LP   | TP-9096    |
|               | ベスト・セレクション・オリジナルシリーズ |      |            |
| 2003年6月25日 | ゴールデン☆ベスト ゴールデン・ハーフ     | CD   | TOCT-10916 |
| 2023年6月14日 | ゴールデン☆ベスト ゴールデン・ハーフ     | CD   | TYCN-60161 |

## ゴールデン・ハーフ・スペシャル
ゴールデン・ハーフの派生グループとして結成された4人組（途中で1人脱退）。本家グループと同じ渡辺プロダクションから、1976年にレコードデビューした。 しかし、本家グループに比べて人気が振るう事なく消滅してしまった。　尚、メンバーのリンダは当時、サザンオールスターズのギタリストだった大森隆志と交際していた。

### メンバー
- ナンシー　ナンシー・メイアール、1960年9月26日生、神奈川県横浜市出身
- トミー 　トミー砂川、1956年9月14日生[8]、沖縄県浦添市出身[8]。きょうだいは兄1人に弟2人[8]。沖縄県立浦添高等学校卒業後にスカウトされて加入しデビュー[8]。後に“トミー・ジュン”に改名し、1982年6月21日に「倖せの黄色いティッシュ」という曲でソロデビュー。ゴールデン・ハーフ・スペシャル解散後に富井淳に改名し[8]、この名前で『新・ど根性ガエル』の京子役（初代・第13話まで）[9]の声優として、『カックラキン大放送!!』、『大沢悠里ののんびりワイド』（TBSラジオ）内コーナー「ミュージックキャラバン」にレギュラー出演などのタレント活動も行った[8]。
- ペギー　脱退したエミリーの後任として「月影のドンチュッチュ」から加入、解散まで務め上げた

### 脱退メンバー
- エミリー　ハーフではなく日本人だったと、元メンバーが証言。シングル2枚目「恋のチアガール」を最後に脱退。
- リンダ　4枚目のシングル「嘘みたい!?」を最後に脱退。

### ディスコグラフィ

#### シングル
「ゴールデン・ハーフ・スペシャルのキューティ・パイ」から「嘘みたい!?」までは東宝レコード、「プリズムカラーの夏ざかり」から「ギラ!」までは日本コロムビアから発売。
1. ゴールデン・ハーフ・スペシャルのキューティ・パイ　c/w　恋の売り込み（1976年7月）
A面はジョニー・ティロットソンの、B面はアイズレー・ブラザーズやエディ・ホッジスらのカバー
2. 恋のチアガール　c/w　ワタシ宵の口（1976年11月）
3. 月影のドンチュッチュ　c/w　ラブNo.4 （1977年4月25日）
『月影のドンチュッチュ』は最も売れたシングル
4. 嘘みたい!?　c/w　ノッポとチビ・デブ（1977年11月）
5. プリズムカラーの夏ざかり　c/w　バスツアー（1978年8月）
このシングルから3人体制に
6. ハーレム・ノック・アウト　c/w　狙撃者（1979年2月）
B面はロス・ブラボーズ「ブラック・イズ・ブラック」のカバー
7. ギラ!　c/w　Y.M.C.A.（1979年6月）
B面はヴィレッジ・ピープルのカバー

### テレビ
- ザ・スーパーガール 第7話「 女囚脱獄・女体に仕掛けた罠 」（東京12チャンネル）

### CM
- オートハーフシリーズ（リコー）

### CD
- ゴールデン・ハーフ・スペシャル『月影のドンチュッチュ』CD

## 備考
田村正和主演の刑事ドラマ『古畑任三郎』（フジテレビ系列）に登場する、古畑任三郎（演 - 田村正和）とその部下の今泉慎太郎（演 - 西村雅彦）、科学捜査研究所の桑原万太郎技官（演 - 伊藤俊人）の3人はゴールデン・ハーフのファンクラブに入っていたとの設定が存在する。当時好きだったメンバーは、古畑はルナ、今泉はエバ、桑原はユミであり、また今泉と桑原に関してはそれぞれおっかけもしていたとの設定がある。